# Бориславський Палац культури нафтовиків
Бориславський міський Палац культури (раніше — Бориславський Палац культури нафтовиків) — центральний осередок культурно-мистецької та дозвілевої діяльності у місті.

## Історія
Бориславський Палац Культури, що знаходиться за адресою – вул. Данила Галицького, 34, колись називали Палацом Галюха. Чому? Тому що саме до фінансування будівництва споруди долучився генеральний секретар Союзу працівників нафтової промисловості – Францішек Галюх (1893-1963). Будівництво тоді ще польського Робітничного (народного) Дому розпочалося у 1919, а завершилося аж через 20 років – у 1939. Майстром – будівничим був пан Ян Куниш з Раточини. Спершу збудували ліве крило, а згодом добудували і головний корпус .Однак в той час лише частина будівлі служила як місце для зібрань, в іншій же розміщувалися канцелярії (офіси) приватних фірм, як, наприклад, фірми електропостачання чи фірми водопостачання Яна Взорека.  Під час ІІ світової війни тут було розміщено німецькими окупаційними частинами військовий шпиталь. Померлих солдат ховали праворуч теперішнього Військового меморіалу. Після входу у місто Червоної Армії та включення Борислава в склад СРСР коштами працівників нафтової промисловості було  проведено внутрішні оздоблювальні роботи. А вже в 1951 колишній Робітничий Дім став відомим як Палац культури нафтовиків  Палац мав свою бібліотеку, кінозал на 150 місць, зали для танців і головний центральний зал з партером і балконом  на  600 місць. За іншими джерелами – місць було близько 700. Вабили око мешканців й гарні, гнуті фанерні крісла, які, на диво, зовсім не скрипіли. В 1994 році Палац закрили на ремонт, а в 1999 р., так і не провівши ремонту, передали на баланс міської ради. Відновлювані роботи проводились одночасно з творчою роботою колективом Палацу.

## Діяльність

Фоє Бориславського Палацу культури (нафтовиків)

Глядацька театральна зала Бориславського Палацу культури (нафтовиків)

Директором Палацу культури з 2000 року і дотепер є заслужений артист естрадного мистецтва України Мельник Ігор Володимирович, заступник директора -  Походенько Світлана Михайлівна. У міському Палаці культури працює 33 особи.
Нині у палаці культури працює 14 клубних формувань та десять філіалів — "Народні доми «Просвіта» в мікрорайонах міста та селах громади:
- Любительське об'єднання «Лемки Борислава»;
- Любительське об'єднання «Фото-відео»;
- Народний хор «Лемківська студенка»;
- Народний драматичний театр ім. Петра Телюка;
- Народний вокальний ансамбль «Любисток»;
- Тріо «Горянка»;
- Народний гурт «Бориславські батяри»;
- Студія бального танцю;
- Естрадна студія;
- Дитячий театр «Лицедії»;
- Театр танцю;
- Гурток художнього читання
- Циркова студія;
- Гурт "колєги та коліжанка"
- НАРОДНІ ДОМИ "ПРОСВІТА":
- мікрорайон Губичі;
- мікрорайон Баня-Котівська;
- мікрорайон Мразниця;
- мікрорайон Тустановичі;
- село Ясениця-Сільна;
- село Уріж;
- село Винники;
- село Мокряни;
- село Підмонастирок;
- Культурно-просвітницький центр с. Попелі.

Палац культури здійснює широку концертну діяльність, проводить вечори відпочинку, тематичні свята і карнавали.

Біля палацу культури знаходиться стара будівля бориславської пошти, які разом, складають своєрідний архітектурний ансамбль

Палац культури нафтовиків (1970 рік)